# Aldo Quinti
Aldo Quinti Salerno (* 2. November 1904 in Rom; † 30. Dezember 1964 ebenda) war ein italienischer Filmschaffender.
Quinti wirkte erstmals 1931 für den italienischen Film, als er in Antonio di Padova mit der Funktion als Regieassistent, als Filmeditor und einer Aufgabe als Darsteller in mehrfacher Hinsicht debütierte. Er war hauptsächlich in den 1940er Jahren sowie dem folgenden Jahrzehnt aktiv, wobei er neben Spielfilmen, für die er auch als Produktionsleiter und ausführender Produzent tätig war, bei einigen Dokumentarfilmen (wie Ombre sul Po, Crepusculo und Canzoni d'Italia) Regie führte. Für das Kino war er mit Aldo Bonaldi bei der Kompilation Carosello di varietà tätig, den er auch schnitt. Eine letzte Arbeit wird 1961 mit der Regieassistenz bei Mario Gariazzos Lasciapassare per il morto verzeichnet.

## Filmografie (Auswahl)
Schnitt
- 1931: Antonio di Padova, Il santo dei miracoli (& Ko-Regie und Darsteller)
- 1955: Carosello di varietà (& Ko-Regie)
- 1955: Flucht in die Dolomiten